# Борисав Станкович

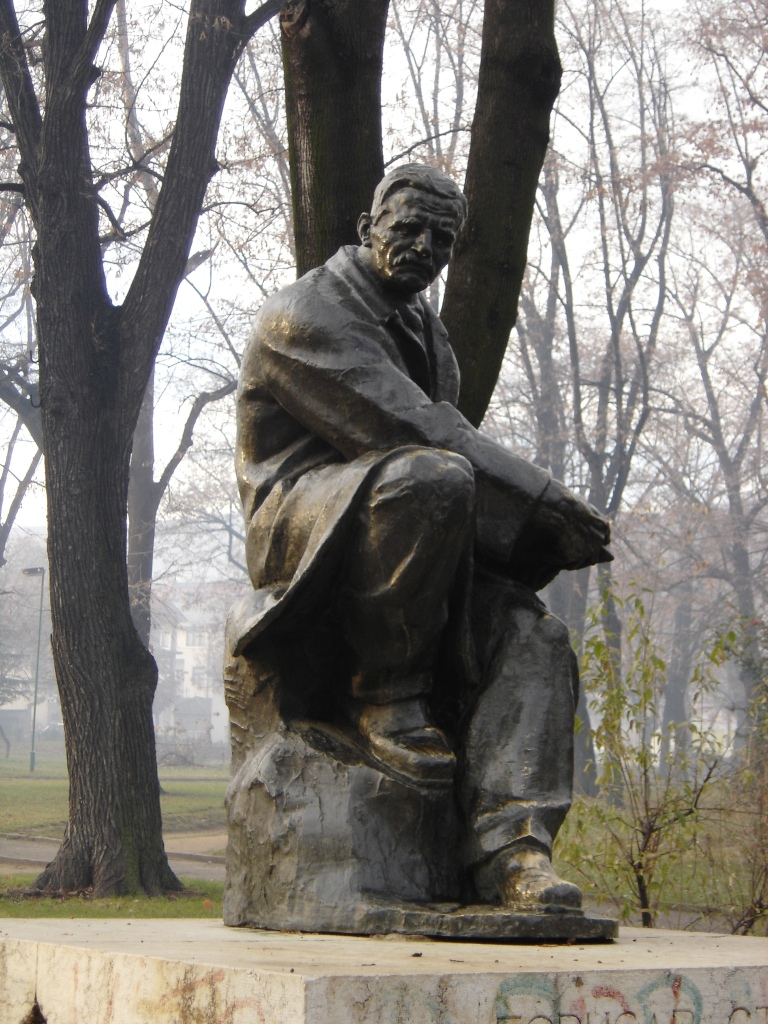
Пам'ятник Б. Станковичу в м. Вранє

Борисав «Бора» Станкович (серб. Борисав Станковић, англ. Borisav Bora Stanković; 31 березня 1876, Вранє — 22 жовтня 1927, Белград) — сербський письменник і драматург, один з найбільш помітних реалістів в літературі Сербії кінця XIX — початку XX століття.

## Біографія
Народився в маленькому провінційному містечку на кордоні Сербії та Османської Македонії. Рано залишився сиротою. До 1902 вивчав право у університеті Белграда. Потім деякий час жив у Парижі (1903—1904).
Повернувшись на батьківщину, працював у столиці чиновником на митниці і в податковій службі. Під час Першої світової війни жив у місті Ниш у Чорногорії, де був заарештований австрійцями і поміщений в табір для інтернованих в Боснії. Після війни працював у відділі мистецтв Міністерства освіти. Помер у Белграді у 1927 році.

## Творчість
Літературною діяльністю почав займатися в студентські роки. Найбільш плідним у літературному відношенні виявився період з 1898 по 1913 роки, коли письменник опублікував декілька книг оповідань — «Зі старого Євангелія» (1899), «Божі люди» (1902), «Старі дні» (1902), роман «Погана кров» (1911), драми «Коштана» (1902) та «Ташана» (1912). Під час світової війни і після неї — Станкович не створив жодного скільки-небудь значного художнього твору.
Романи і оповідання Б. Станковича тісно пов'язані з його рідним краєм, зображують життя людей Південної Сербії. Письменник залишався прихильником старих патріархальних звичаїв, руйнування яких у Старій Сербії спостерігав з жалем і смутком. Але у своїх творах Станкович малював старе життя без ідеалізації, правдиво розповідаючи про долі представників усіх верств суспільства — землевласників, торговців, жебраків, ремісників, циган, «божих людей». Найвідоміший його роман «Погана кров» (1911) розповідає про падіння старих землевласницьких родів, про тріумф «нових господарів життя», і торговців, які розбагатіли під час війни. З особливою теплотою і проникливістю Станкович розповів про важку долю сербської жінки.
Заслуга Станковича полягає в тому, що він відкрив літературі маловідомий світ і показав його надзвичайно свіжо і оригінально, збагативши сербський реалізм майстерністю психологічного аналізу.
Творчість Б. Станковича часто порівнюють з російськими письменниками, особливо, з Достоєвським і, певною мірою, з Максимом Горьким.

### Романи і повісті
- Мајка на гробу свога јединца, 1894.
- Из старог јеванђеља, 1899.
- Коштана, 1902.
- Божји људи, 1902.
- Стари дани, 1902.
- Покојникова жена, 1907.
- Нечиста крв, 1910.
- Његова Белка, 1921.
- Под окупацијом, 1929.
- Сабрана дела, 1956.

### Оповідання
- Баба Стана (1907)
- Бекче (1901)
- Биљарица (1902)
- Цопа (1902)
- Ч'а Михаило (1902)
- Ђурђевдан (1898)
- Јован (1902)
- Јовча (1901)
- Јово-то (1909)
- Луди Стеван (1902)
- Љуба и Наза (1902)
- Маце (1902)
- Манасије (1902)
- Марко (1902)
- Менко (1902)
- Митка (1902)
- Мој земљак (1909)
- Наш Божић (1900)
- Нушка (1899)
- Његова Белка (1920)
- Они (1901)
- Парапута (1902)
- Покојникова жена (1902)
- Риста кријумчар (1905)
- Станко «Чисто брашно» (1902)
- Станоја (1898)
- Стари дани (1900)
- Стари Василије (1906)
- Стеван Чукља (1906)
- Таја (1901) Т
- етка Злата (1909)
- У ноћи (1899)
- Увела ружа (из дневника) (1899)
- У виноградима (1899)
- Задушница (1902)

## П'єси
- Драме, 1928.

## Відображення у мистецтві

### Екранізації
- 1948 — Софка (за романом «Погана кров»); реж. Радош Новакович
- 1953 — Циганка (за п'єсою «Коштана») реж. Воїслав Нанович
- 1962 — Коштана; реж. Йован Коневич (ТБ)
- 1976 — Коштана; реж. Славолюб Стефанович-Равасі (ТВ)
- 1976 — Йовча; реж. Драгослав Лазич (ТБ)
- 1980 — Коштана; реж. Борислав Григорович (ТБ)
- 1985 — Коштана; реж. Борислав Григорович і Слободан Радович (ТБ)
- 1996 — Погана кров; реж. Стоян Стойчич

### В музиці
- 1931 — Петар Коневич написав оперу «Коштана»

## Галерея

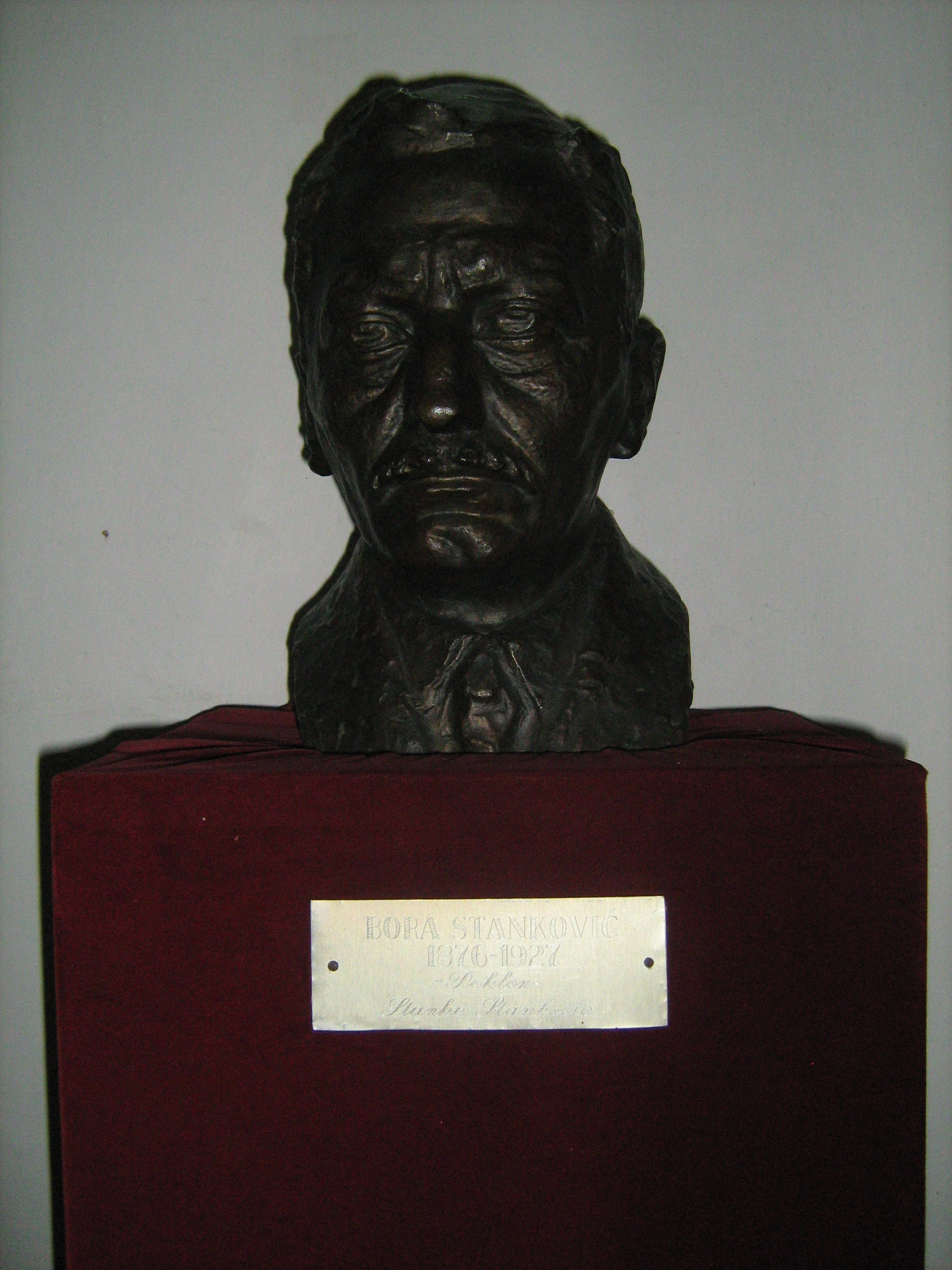
Бюст у своєму будинку в Вранє
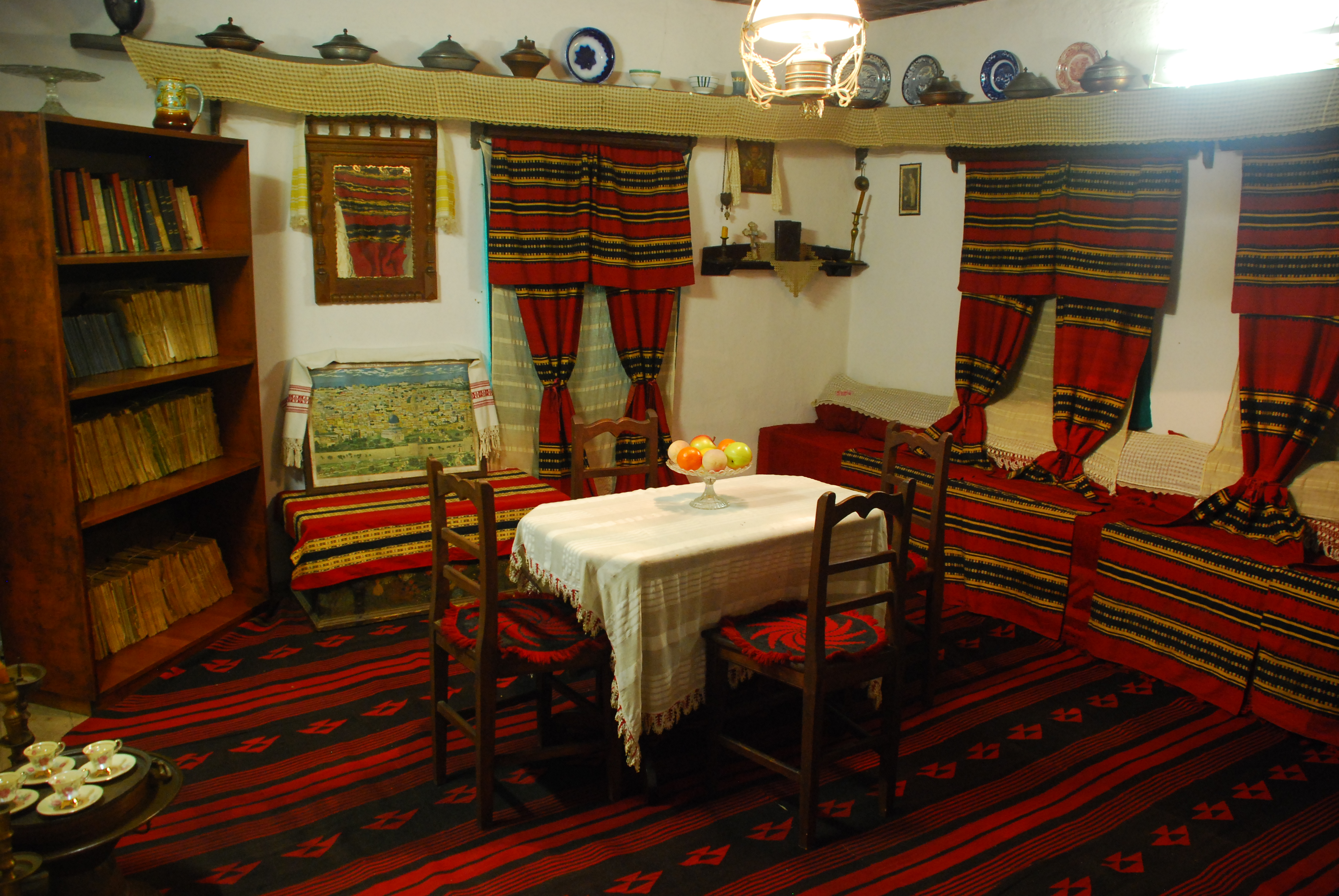
Вигляд інтер'єра його будинку, розташованого на вулиці Баба Златина у Вранє.
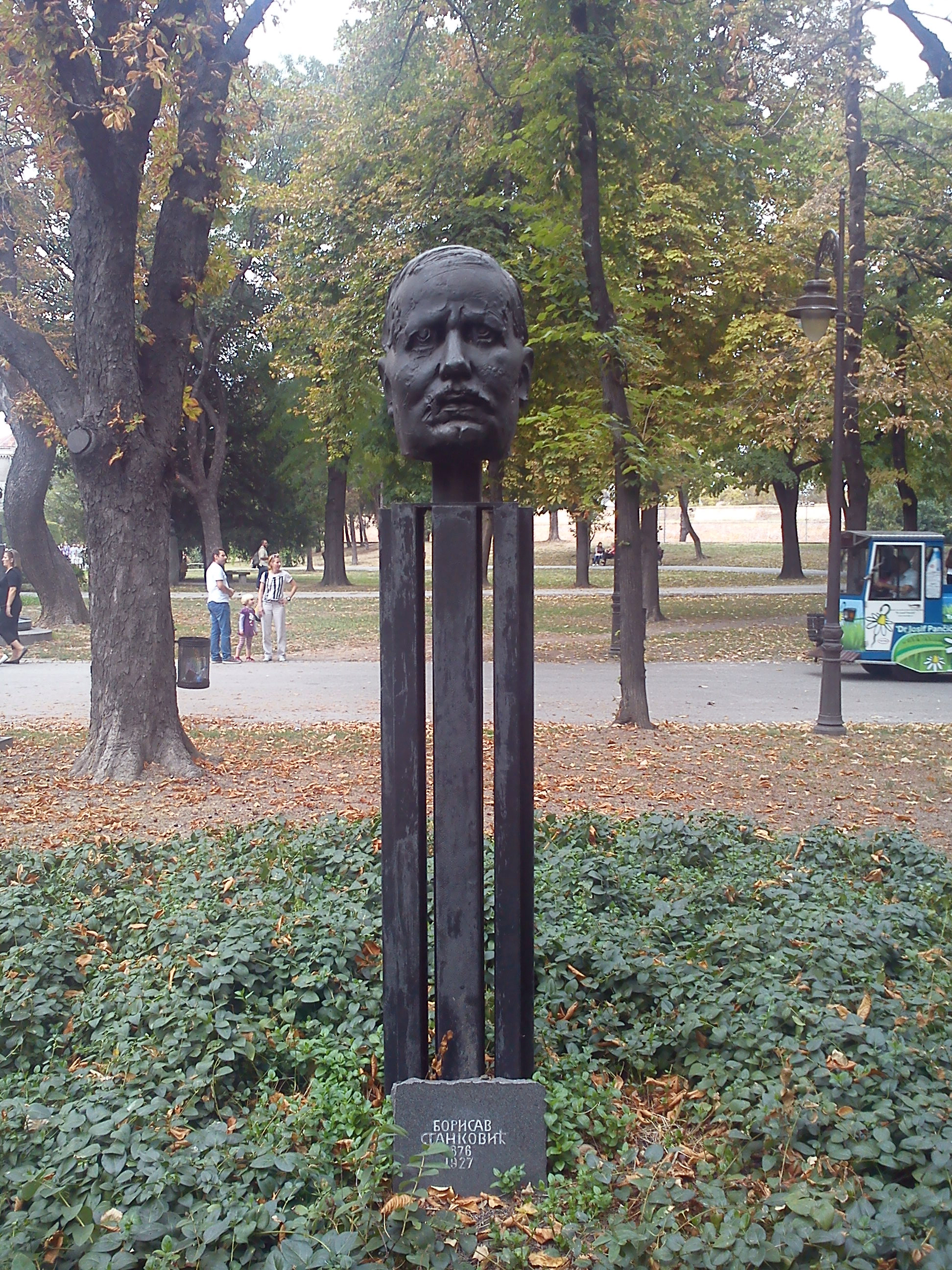
Бюст у Калемегданському парку в Белграді